# Lasioglossum impunctatum
Lasioglossum impunctatum is een vliesvleugelig insect uit de familie Halictidae. De wetenschappelijke naam van de soort is voor het eerst geldig gepubliceerd in 1999 door Walker.